# Enzima attivante la formato-C-acetiltrasferasi
La enzima attivante la formato-C-acetiltrasferasi è un enzima appartenente alla classe delle ossidoreduttasi, che catalizza la seguente reazione:
S-adenosil-L-metionina + diidroflavodossina + formato C-acetiltransferasi-glicina ⇄ 5′-deossiadenosina + L-metionina + flavodossina semichinone + radicale formato C-acetiltransferasi-glicin-2-ile
L'enzima contiene ferro e zolfo. Un singolo residuo di glicina della formato C-acetiltransferasi (numero EC 2.3.1.54), è ossidato nel corrispondente radicale mediante trasferimento di un H dal suo CH2 all'AdoMet con concomitante taglio della seconda. 
La reazione richiede Fe2+. Il primo passaggio è la riduzione della AdoMet per generare metionina, ed il radicale 5′-deossiadenosin-5-ile, che poi estrae un radicale idrogeno dal residuo di glicina.